# Stichopogon villiersi
Stichopogon villiersi är en tvåvingeart som beskrevs av Seguy 1955. Stichopogon villiersi ingår i släktet Stichopogon och familjen rovflugor.
Artens utbredningsområde är Mauretanien. Inga underarter finns listade i Catalogue of Life.